# Mitislaw der Moderne
Mitislaw der Moderne är en operett i en akt med musik av Franz Lehár och libretto av Fritz Grünbaum och Robert Bodanzky.

## Historia
Verket är en parodi på Lehárs egen världssuccé Glada änkan och hade premiär den 7 januari 1907 på Kabarett Hölle i källaren till Theater an der Wien. Operetten tillkom främst för att tenoren Louis Treumann skulle få tillfälle att parodiera sin glansroll som greve Danilo.
Verket var det andra av fyra Lehárstycken som hade premiär i källaren till Theater an der Wien, den så kallade Kabarett Hölle. De andra verken var Peter und Paul reisen ins Schlaraffenland (1906), Rosenstock und Edelweiss (1912) samt Frühling (1922).

## Personer
- Prinsessan Amaranth
- Prins Mitislaw
- Greve Thaddäus
- Lolo
- Tina
- Margot

## Handling
En parodi på Glada änkan om grisetterna Lolo och Margot från Maxim, och berömmelsen som drabbade greve Danilo.

## Musiknummer
1. Ouvertyr
2. "Wer kommt denn da? Wer kommt denn da?"
3. "Heil, heil, heil, die Exzellenz"
4. "Welch schöner Augenblick"
5. "Man sagte mir, als ich noch klein"
6. "Wer kommt denn da? Wer kommt denn da?"
7. "Ich bin eine Prinzessin"
8. "Wie reizend seit ihrer schöner Frauen"
9. "So ein kleine Schlüsselloch"
10. "Will die Frau bei Männern reüssieren"
11. "Sei modern"
12. "Finale"

## Diskografi
- Lehár: Mitislaw der Moderne: Maria Zelina, Marianne Lozal, Elisabeth Hölzl, Alice Groß-Jiresch, Harry Fuss, Toni Niessner. Dirigent: Max Schönherr. Großes Wiener Rundfunkorchester. B006LOD4XO The Art of Singing.
- Mitislaw der Moderne/der Göttergatte: Alice Gross-Jirech, Toni Niessner, Harry Fuss, Maria Zelina, Marianne Lozal, Elisabeth, Hölzl. Dirigent: Max Schöherr. Das Grosse Orchester des Wiener Rundfunks. B003K05PGG Cantus-Line (DA Music)